# Stasys Šaparnis
Stasys Šaparnis   (Panevėžys, 2 d'octubre de 1939) és un pentatleta lituà, ja retirat, que va competir sota bandera de la Unió Soviètica durant les dècades de 1960 i 1970.
S'inicià en la natació i el waterpolo, però ben aviat se centrà en el pentatló modern. Guanyà el campionat de Lituània de pentatló modern de 1961 a 1963 i el 1971 i 1972. El 1968 va prendre part en els Jocs Olímpics d'Estiu de Ciutat de Mèxic, on disputà dues proves del programa de pentatló modern. Junt a Boris Onishchenko i Pavel Lednyov guanyà la medalla de plata en la competició per equips, mentre en la competició individual fou novè.
En el seu palmarès també destaquen una medalla d'or, tres de plata i una de bronze al Campionat del món de pentatló modern i un campionat soviètics per equips. Un cop retirat, va fer d'entrenador durant un breu període perquè ben aviat decidí fer de jutge esportiu. Entre 1988 i 1892 fou president de la Federació lituana de pentatló modern i de 1992 a 1996 fou vicepresident del Comitè Olímpic de Lituània.